# Crauford Kent
Pour les articles homonymes, voir Kent (homonymie).
Crauford Kent — né le 12 octobre 1881 à Londres (Angleterre) et mort le 14 mai 1953 à Los Angeles (quartier d'Hollywood, Californie) — est un acteur anglais (parfois crédité Craufurd Kent ou Crawford Kent).

## Biographie
Installé aux États-Unis, Crauford Kent joue notamment au théâtre à Broadway (New York) entre 1910 et 1922, dans trois comédies musicales, deux opérettes et pour finir, une pièce.
Au cinéma, il contribue à deux-cent-seize films américains, dont de nombreux muets, le premier étant un court métrage sorti en 1914. Après le passage au parlant, à partir de 1929, il apparaît encore comme second rôle ou tenant des petits rôles non crédités ; son dernier film est Mademoiselle Gagne-Tout de George Cukor (avec Katharine Hepburn et Spencer Tracy), sorti en 1952 — l'année précédant sa mort à 71 ans, en 1953 —.
Mentionnons également The Hidden Woman d'Allan Dwan (1922, avec Evelyn Nesbit et Murdock MacQuarrie), Le Club des trois de Jack Conway (1930, avec Lon Chaney et Lila Lee), Les Révoltés du Bounty de Frank Lloyd (1935, avec Clark Gable et Charles Laughton), ainsi que Tessa, la nymphe au cœur fidèle d'Edmund Goulding (1943, avec Charles Boyer et Joan Fontaine).

## Théâtre à Broadway (intégrale)
- 1910 : Our Miss Gibbs (en), comédie musicale, musique d'Ivan Caryll et Lionel Monckton, lyrics et livret de James T. Tanner : Lord Eynsford
- 1911-1912 : The Pink Lady, comédie musicale, musique d'Ivan Caryll, lyrics et livret de C. M. S. McLellan (en), d'après la pièce Le Satyre de Georges Berr et Marcel Guillemaud : Maurice D'Uzac
- 1913 : My Little Friend (Die kleine Freudlin), opérette, musique d'Oscar Straus, livret original d'A. M. Willner et Leo Stein, adaptation d'Henry B Smith : Fernand
- 1913-1914 : Adele, opérette, musique de Jean Briquet, livret original de Paul Hervé, adaptation d'Adolf Philipp et Edward A. Paulton : Robert Friebur
- 1916 : Yvette, comédie musicale, musique et lyrics de Frederick Herendeen, livret de Benjamin Thorne Gilbert : Robert DeVilloc
- 1922 : The Charlatan, pièce de Leonard Praskins et Ernest Pascal : Eric Stark

## Filmographie partielle

### Période du muet
- 1915 : The Deep Purple (en) de James Young : Harry Leland
- 1916 : The Evil Thereof (en) de Robert G. Vignola : le barbier
- 1917 : The Antics of Ann d'Edward Dillon : Gordon Trent
- 1918 : La Menace du passé (en) (The Danger Mark) de Hugh Ford : Jack Dysart
- 1919 : Le Mariage d'Annabelle (en) (Good Gracious, Annabelle) de George Melford : George Wimbledon

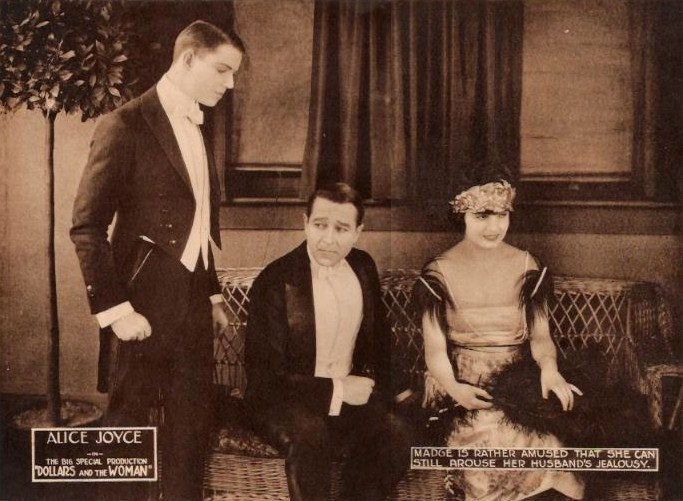
De g. à d. : Robert Gordon, Crauford Kent et Alice Joyce, dans ' (1920, poster promotionnel)

- 1920 : La Fleur d'amour (The Love Flower) de D. W. Griffith : le visiteur
- 1920 : Dollars and the Woman (it) de George Terwilliger : Arthur Carewe
- 1920 : Youthful Folly de Alan Crosland : David Montgomery
- 1921 : The Plaything of Broadway (en) de John Francis Dillon : Dr Jennings
- 1921 : Jane Eyre de Hugo Ballin
- 1922 : Shadows of the Sea d'Alan Crosland
- 1922 : The Hidden Woman d'Allan Dwan : Bart Andrews
- 1922 : Shirley of the Circus de Rowland V. Lee : James Blackthorne
- 1922 : Other Women's Clothes de Hugo Ballin
- 1923 : Quand elles aiment (en) (Abysmal Brute) d'Hobart Henley : Deane Warner
- 1924 : The Painted Flapper de John Gorman : Egbert Von Alyn
- 1924 : Le Fleuve de feu (Flowing Gold) de Joseph De Grasse : Henry Nelson
- 1925 : Les Cadets de la mer (The Midshipman) de Christy Cabanne : Basil Courtney
- 1925 : Seven Keys to Baldpate de Fred C. Newmeyer
- 1926 : College Days de Richard Thorpe : Kent
- 1926 : Fifth Avenue de Robert G. Vignola
- 1927 : The Missing Link de Charles Reisner : Lord Melville Dryden
- 1928 : Manhattan Knights (en) de Burton L. King : Henry Ryder

### Période du parlant
- 1929 : Roman vécu (en) (Seven Keys to Baldpate) de Reginald Barker : Hal Bentley
- 1929 : The Wolf of Wall Street de Rowland V. Lee : Jessup
- 1929 : The Ace of Scotland Yard (en) de Ray Taylor (serial) : l'inspecteur Angus Blake

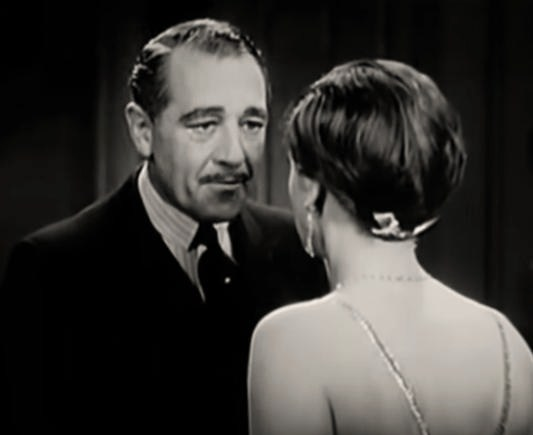
Avec Lillian Rich de dos, dans Grief Street (1931)

- 1930 : Le Club des trois (The Unholy Three) de Jack Conway : l'avocat de la défense
- 1930 : In the Next Room d'Edward F. Cline
- 1931 : Body and Soul d'Alfred Santell : le major Burke
- 1931 : Grief Street de Richard Thorpe : Alvin Merle
- 1932 : Le Treizième Invité (The Thirteenth Guest) d'Albert Ray : Dr Sherwood
- 1932 : Murder at Dawn de Richard Thorpe : Arnstein
- 1932 : Payment Deferred de Lothar Mendes
- 1933 : L'Aigle et le Vautour (The Eagle and the Hawk) de Stuart Walker : un général
- 1933 : Une nuit seulement (Only Yesterday) de John M. Stahl : Graves, invité de la fête
- 1933 : L'Homme invisible (The Invisible Man) de James Whale : un docteur
- 1934 : Résurrection (We Live Again) de Rouben Mamoulian : Schonbock
- 1934 : Perdus dans la jungle (en) (The Lost Jungle) de David Howard et Armand Schaefer (serial) : le professeur Livingston
- 1934 : Petite Miss (Little Miss Marker) d'Alexander Hall : un docteur
- 1935 : Le Secret magnifique (Magnificent Obsession) de John M. Stahl : Dr Thomas
- 1935 : Les Révoltés du Bounty (Mutiny on the Bounty) de Frank Lloyd : le lieutenant Edwards
- 1935 : La Femme traquée (I Found Stella Parish) de Mervyn LeRoy : Lord Chamberlain
- 1936 : L'Heure mystérieuse (The Unguarded Hour) de Sam Wood : l'inspecteur Thorpe
- 1936 : La Charge de la brigade légère (The Charge of the Light Brigade) de Michael Curtiz : le capitaine Brown
- 1936 : À New York tous les deux (en) (The Luckiest Girl in the World) d'Edward Buzzell : le juge
- 1936 : Daniel Boone de David Howard : le procureur général
- 1937 : Michel Strogoff (The Soldier and the Lady) de George Nichols Jr. : un aide du Grand Duc
- 1938 : Les Aventures de Robin des Bois (The Adventures of Robin Hood) de Michael Curtiz et William Keighley : Sir Norbett
- 1938 : Service de Luxe de Rowland V. Lee : M. Devereaux
- 1938 : Love, Honor and Behave de Stanley Logan
- 1939 : Les Maîtres de la mer (Rulers of the Sea) de Frank Lloyd
- 1939 : Nous ne sommes pas seuls (We Are Not Alone) d'Edmund Goulding : Dr Stacey
- 1939 : Et la parole fut (The Story of Alexander Graham Bell) d'Irving Cummings : un général
- 1940 : L'Aigle des mers (The Sea Hawk) de Michael Curtiz : un lieutenant
- 1940 : British Intelligence Service (British Intelligence) de Terry O. Morse
- 1941 : Shining Victory d'Irving Rapper : Dr Corliss
- 1942 : La Flamme sacrée (Keeper of the Flame) de George Cukor : un ambassadeur
- 1942 : Journey for Margaret de W. S. Van Dyke : Everton
- 1943 : La Cité sans hommes (City Without Men) de Sidney Salkow : l'avocat de l'accusation
- 1943 : Tessa, la nymphe au cœur fidèle (The Constant Nymph) d'Edmund Goulding : Thorpe
- 1944 : Jack l'Éventreur (The Lodger) de John Brahm : un aide du roi
- 1945 : La Duchesse des bas-fonds (Kitty) de Mitchell Leisen : un ami de Sir Joshua
- 1945 : The Fatal Witness de Lesley Selander : Jepson, le majordome
- 1947 : Les Conquérants d'un nouveau monde (Unconquered) de Cecil B. DeMille : un chapelain
- 1948 : The Woman in White de Peter Godfrey (non crédité)
- 1949 : Samson et Dalila (Samson and Delilah) de Cecil B. DeMille : un astrologue de la cour
- 1950 : No, No, Nanette (Tea for Two) de David Butler : Stevens, le majordome
- 1952 : Mademoiselle Gagne-Tout (Pat and Mike) de George Cukor : un membre du club de tennis